# Gewöhnlicher Judasbaum
Der Gewöhnliche Judasbaum (Cercis siliquastrum), auch kurz Judasbaum genannt, ist eine Pflanzenart aus der Gattung der Judasbäume (Cercis) in der Familie der Hülsenfrüchtler (Fabaceae). Sie ist in Südeuropa sowie Vorderasien heimisch und wird als Zierpflanze verwendet.

## Beschreibung

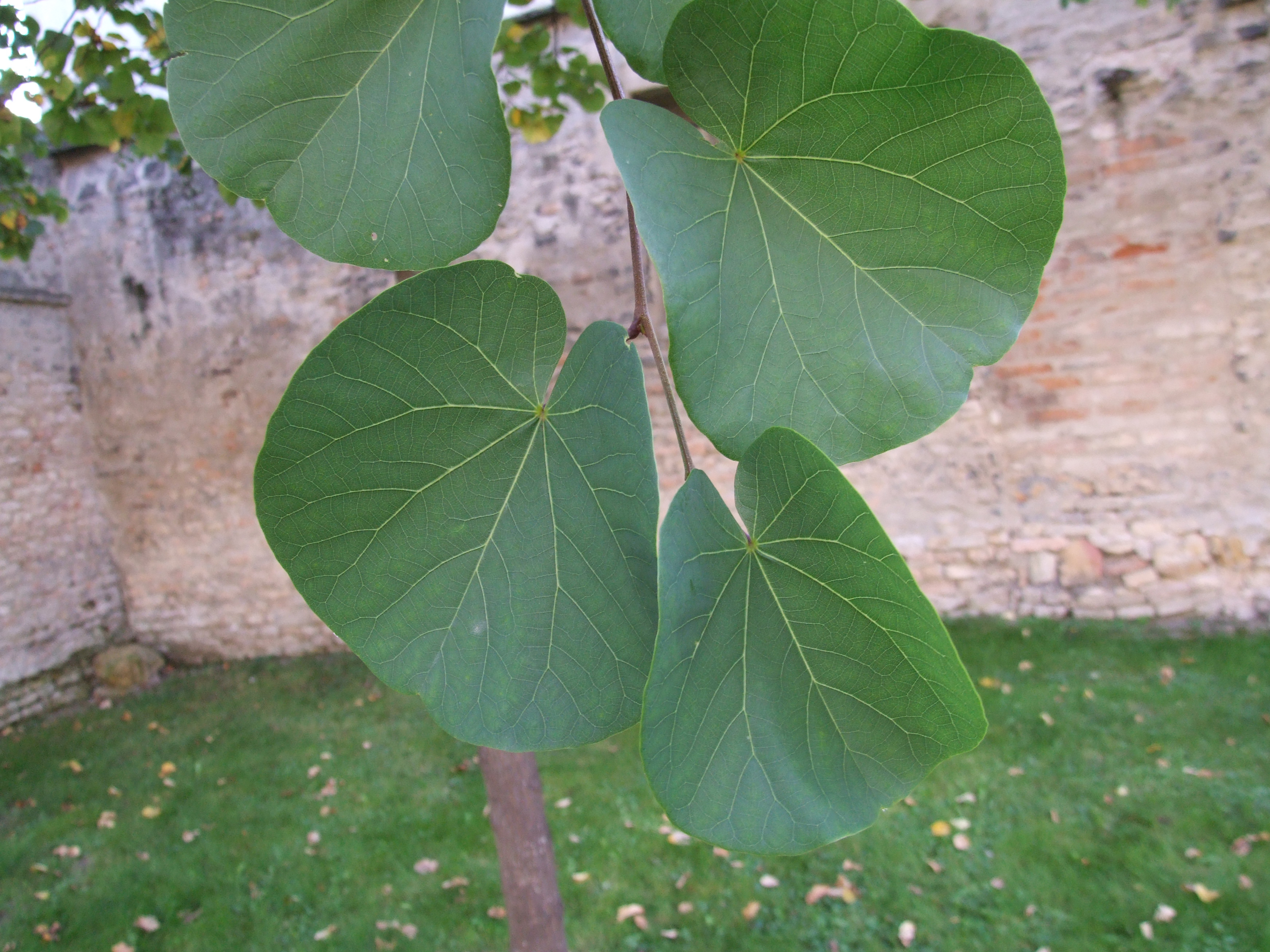
Gestielte, einfache Laubblätter

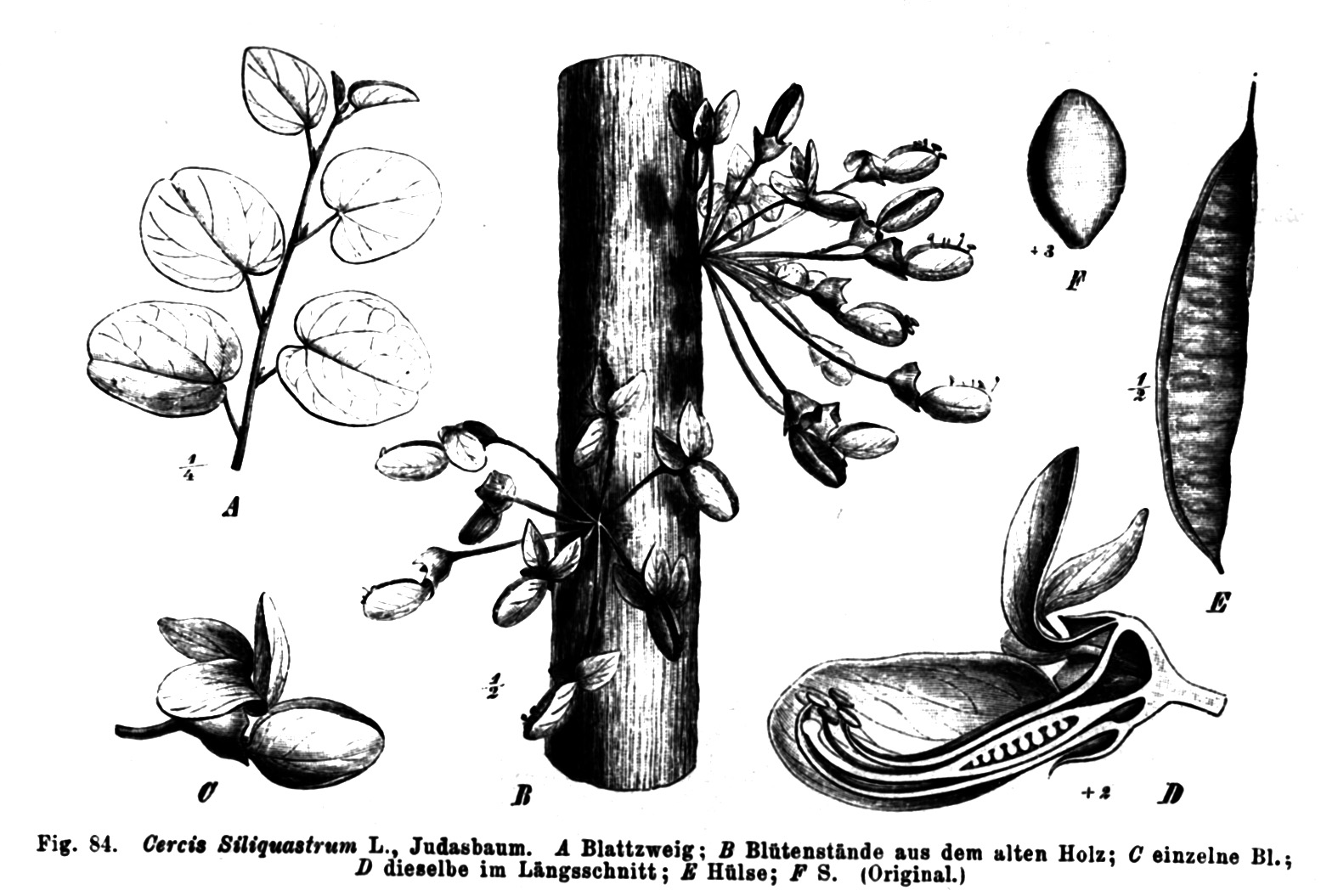
Illustration

### Erscheinungsbild und Blatt

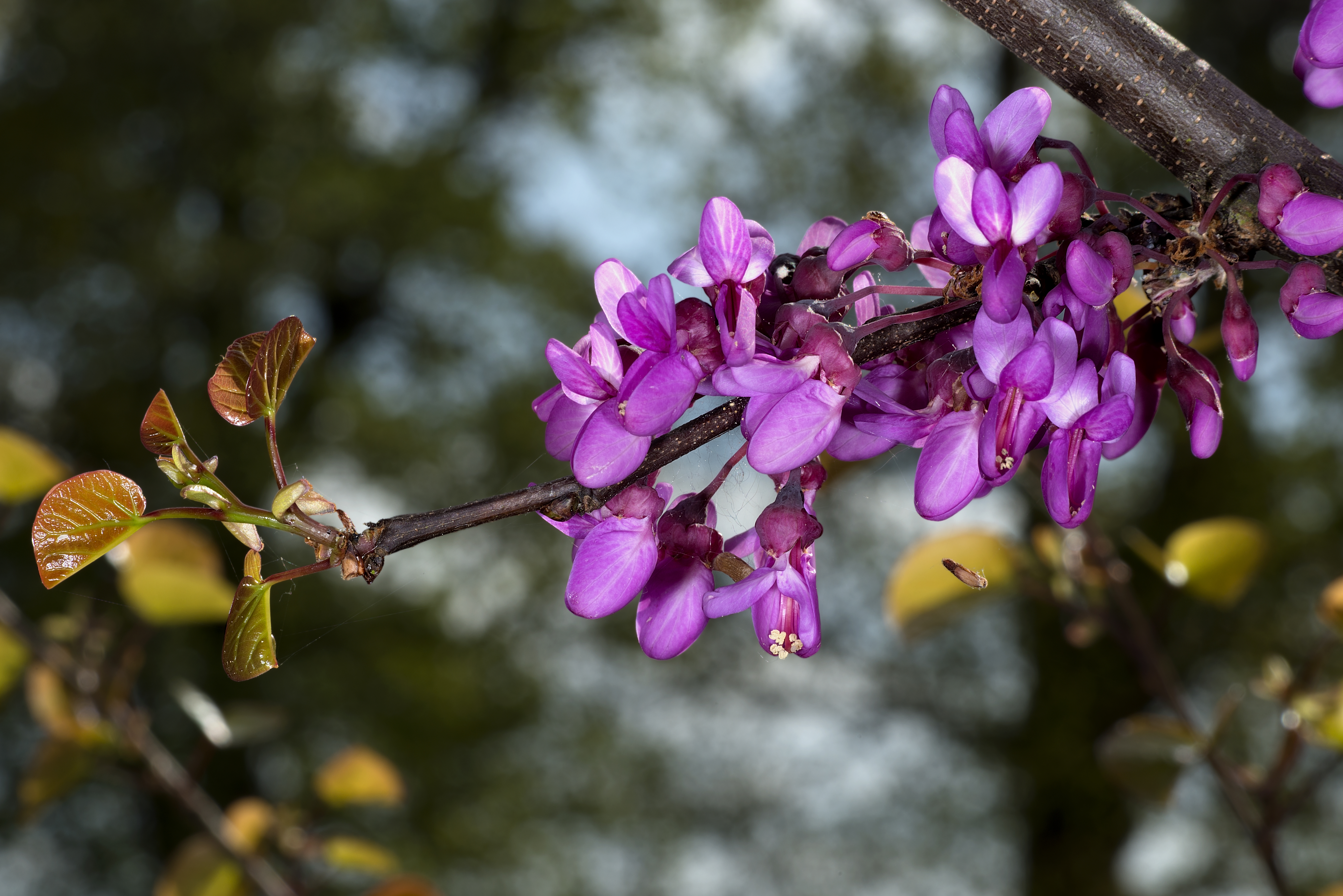
Blüten

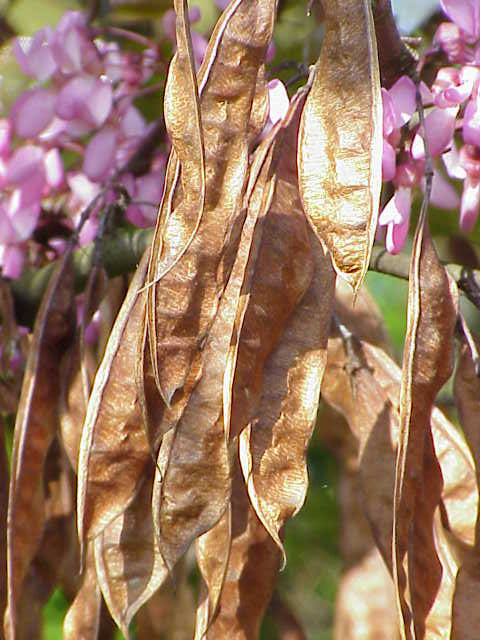
Hülsenfrüchte

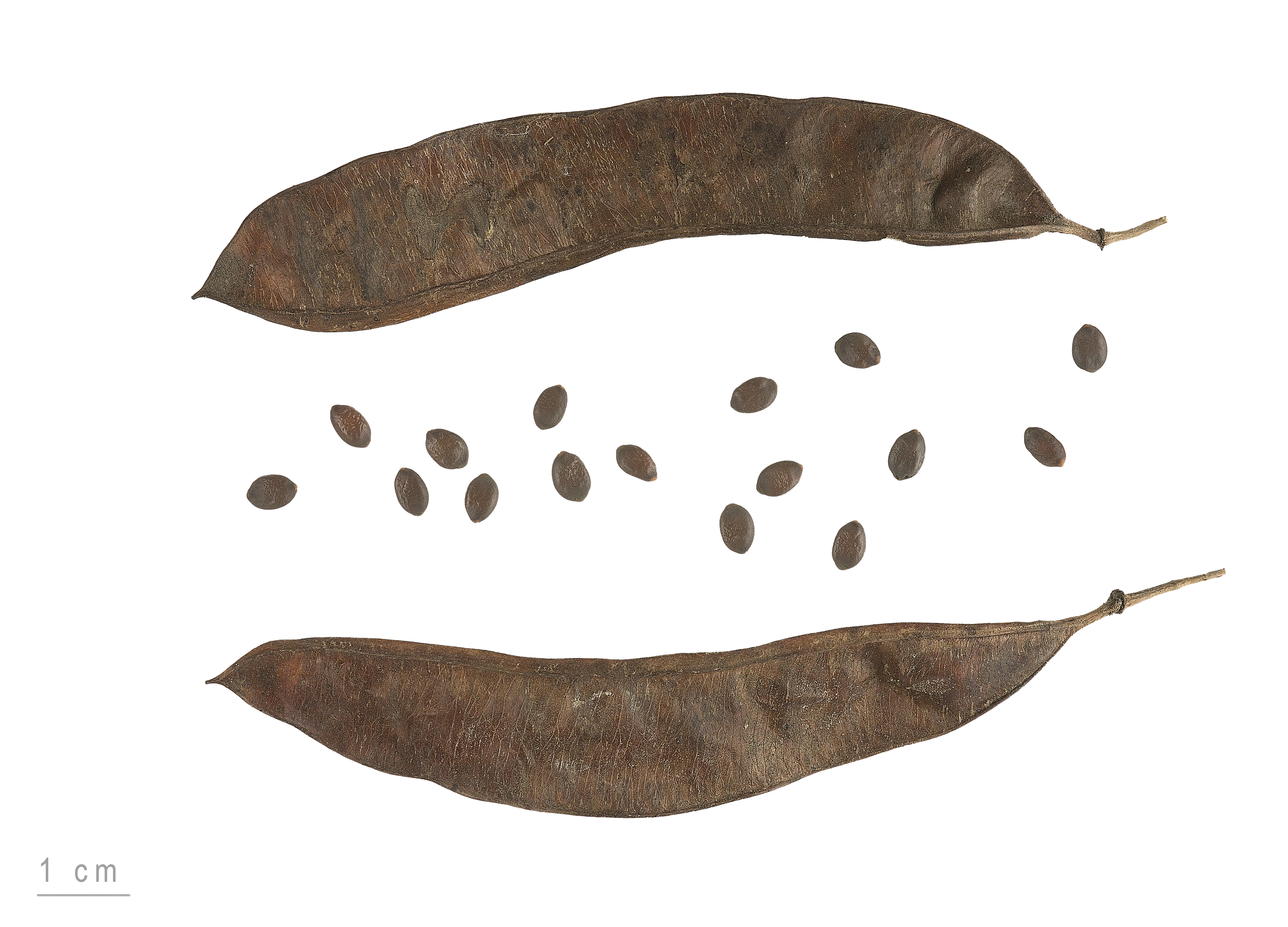
Cercis siliquastrum

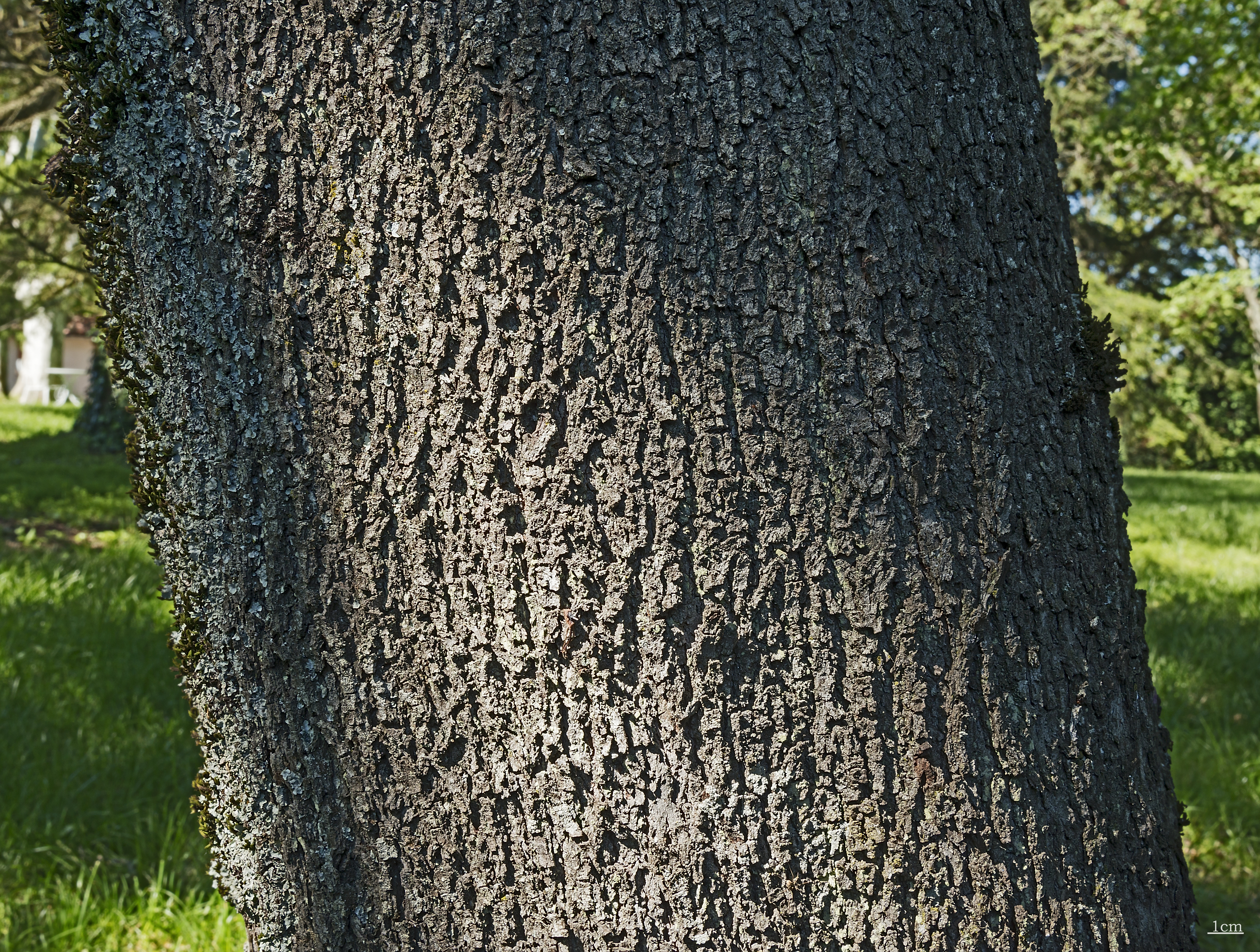
Stamm mit Borke

Sägerauer Radialschnitt mit Maserknollen und Splintholz (weiß), Kernholz (grün-gelb kurz nach Aufsägen) und Faulstellen (braun)

Der Gewöhnliche Judasbaum wächst als sommergrüner, großer Strauch oder als kleiner öfters mehrstämmiger Baum und erreicht Wuchshöhen von 4 bis 8, seltener auch 10 bis zu 13 Metern. Die gräuliche bis bräunliche, raue Borke ist rissig bis furchig oder schuppig.
Die wechselständig angeordneten Laubblätter sind gestielt. Die einfache, kahle und dünne, papierige Blattspreite ist bei einem Durchmesser von bis zu 13 cm herz- bis nierenförmig, oft breiter als lang und ganzrandig sowie abgerundet bis stumpf oder eingebuchtet, seltener leicht spitz oder bespitzt. Der frische Blattaustrieb ist häufig noch bronzefarben und die Herbstfärbung ist gelb. Die kleinen Nebenblätter fallen früh ab.

### Blütenstand und Blüte
Der Judasbaum ist eines der wenigen in Europa vorkommenden Gehölze, bei denen die Blütenstände an älteren Stammteilen hervortreten (Kauliflorie), sie erscheinen vor dem Laubaustrieb am mehrjährigen Holz. Die kurzen traubigen, büscheligen Blütenstände enthalten nur bis etwa zehn Blüten. Die Tragblätter sind schuppenartig. Die zwittrigen, länger gestielten Blüten sind zygomorph und fünfzählig mit doppelter Blütenhülle. Die fünf, rötlichen bis purpurnen Kelchblätter sind glockenförmig verwachsen mit fünf gleichen Kelchzähnen. Die fünf purpur-rosafarbenen Kronblätter bilden eine 1,2 bis 1,5 cm lange Krone, die in einer anderen Form der Knospendeckung (cochlear aufsteigend) als bei den typischen Schmetterlingsblüten zusammenstehen. Es sind zehn freie Staubblätter vorhanden. Alle Staubbeutel sind gleich. Das einzige, gestielte und längliche, mittelständige Fruchtblatt enthält viele Samenanlagen. Der Griffel ist schlank. Die Bestäubung erfolgt beispielsweise durch Bienen.

### Frucht und Samen
Die sich mit zwei Klappen öffnende und bespitzte, ledrige, kahle Hülsenfrucht ist bei einer Länge von 7,5 bis 9,5 cm und einer Breite von 1,7 bis 1,8 cm lineal-länglich und abgeflacht; die obere Naht ist schmal geflügelt. Die an den Samen eingeschnürte Hülsenfrucht enthält viele eiförmige, braune und glatte, teils etwas abgeflachte, etwa 5–6 Millimeter lange Samen.

## Vorkommen
Die natürliche Verbreitung des Gewöhnlichen Judasbaumes erstreckt sich über Mittelmeerländer in Südeuropa und Vorderasien.  Er hat ursprüngliche Vorkommen in den Ländern Frankreich, Italien, im früheren Jugoslawien, in Albanien, Griechenland, Bulgarien, in der Türkei, im Gebiet von Syrien und Libanon, Israel und Jordanien, Irak, Iran und Afghanistan.
Der Gewöhnliche Judasbaum bevorzugt kalkhaltige Böden und Höhenlagen unter 400 Metern. Er bevorzugt als Standort lichte Wälder, kommt aber auch in Strauchform als Pioniervegetation auf steinigen Böden vor. Die ökologischen Zeigerwerte nach Landolt et al. 2010 sind in der Schweiz: Feuchtezahl F = 2 (mäßig trocken), Lichtzahl L = 3 (halbschattig), Reaktionszahl R = 4 (neutral bis basisch), Temperaturzahl T = 5 (sehr warm-kollin), Nährstoffzahl N = 2 (nährstoffarm), Kontinentalitätszahl K = 2 (subozeanisch).

## Nutzung
Der Gewöhnliche Judasbaum wird als Ziergehölz verwendet. Es sind mehrere Zuchtformen bekannt: 'Alba' mit weißen Blüten, 'Bodnant' mit dunkelrosa Blüten und 'Rubra' mit dunkelroten Blüten (Auswahl).
Das sehr harte Holz wird aufgrund seiner schönen Maserung als Furnierholz verwendet.
Die Blüten können roh gegessen werden und sind eine süßlich-saure Bereicherung und Dekoration für jeden Salat. Die Blütenknospen werden sauer eingelegt und als Gewürz verwendet. Es wird berichtet, dass die Hülsenfrüchte roh gegessen werden.

## Namensherkunft
In frühneuzeitlichen Herbarien ist die Pflanze erstmals 1597 nachgewiesen.
Der Name „Judasbaum“ gründet möglicherweise in der Legende, Judas Ischariot habe sich an einem solchen Baum erhängt (Mt 27,3–5 ). Laut einer Erzählung des Mittelmeerraumes sei der Baum hierauf vor Scham rot angelaufen (vgl. rosa Blüten). Ergänzend hierzu kann man die rundlichen Blätter, die sich erst während der Blüte bilden, als die Judas für seinen Verrat bezahlten Silberstücke sehen. Der Baum wird in der neutestamentlichen Erzählung jedoch nicht namentlich erwähnt.
Für den Gewöhnlichen Judasbaum bestehen bzw. bestanden auch die weiteren deutschsprachigen Trivialnamen: Judasboom (mittelhochdeutsch), Liebesbaum und Salatbaum.

## Taxonomie und Systematik
Die Erstveröffentlichung erfolgte 1753 durch Carl von Linné in Species Plantarum, Band 1, S. 374.
Man kann folgende Unterarten unterscheiden:
- Cercis siliquastrum subsp. hebecarpa (Bornm.) Yalt.: Sie kommt in Vorderasien vor.[1]
- Cercis siliquastrum subsp. siliquastrum: Sie kommt im Mittelmeerraum und im Iran vor.[1]
- Cercis siliquastrum nothosubsp. yaltirikii (Ponert) Govaerts: Sie ist die Hybride zwischen den obigen Unterarten und kommt in der Türkei vor.[1]

## Ökologie
Der Gewöhnliche Judasbaum ist Wirtspflanze für den Samenkäfer Bruchidius siliquastri, der sich in den Hülsenfrüchten entwickelt.